# Штейнберг, Эдуард Антонович
Эдуард Антонович Штейнберг (28 июля 1882, Острогожск, Воронежская губерния — 14 декабря 1935, Севастополь) — российский художник, один из основателей Ростовского художественного училища.

## Биография
Эдуард Штейнберг родился 28 июля 1882 года в Острогожске Воронежской губернии в семье мелкого чиновника, немца по происхождению, в XIX веке приехавшего в Россию.
В 1890-х годах семья Штейнбергов переезжает в Харьков, где будущий художник учится в Реальном училище. В Харькове у Штейнберга обнаружились склонности к рисованию, и педагоги рекомендовали отправить будущего художника на учёбу в Москву.
Эдуард Штейнберг поступил в знаменитое Московское училище живописи, ваяния и зодчества, учился у Валентина Серова. После событий 1905 года, Валентин Серов, мотивируя тем, что расстрелами руководил великий князь Владимир Александрович, одновременно являвшийся президентом Академии художеств, вышел из состава Академии и столь же демонстративно покинул Московское училище живописи, ваяния и зодчества. Следуя примеру своего педагога, покидают Училище Э. Штейнберг, В. Фаворский, К. Истомин, Г. Верейский. Студенты отправляются в Мюнхен для продолжения учёбы в частной художественной школе Шимона Холлоши.
Проучившись в школе Холлоши около двух лет Эдуард Штейнберг возвратился в Москву, где вернулся в Училище живописи, ваяния и зодчества для его официального окончания.
В 1909 году, получив свидетельство об окончании Московского училища живописи, ваяния и зодчества на Мясницкой, Штейнберг вернулся в Харьков. Совместно с А. Н. Гротом Штейнберг организовал в Харькове художественную «Студию». Учеников его тянуло к «новой», или как тогда говорили «декадентской живописи». Сам Штейнберг был последователем импрессионистов в их мюнхенской модификации".
Летом 1929 года Штейнберг получает от властей указание явиться в городской Отдел народного образования в Ростове-на-Дону для назначения на должность директора Школы прикладных искусств. В Ростове Штейнберг активно берется за наведение порядка: укрепляет дисциплину административного и педагогического состава, принимает новые решения по реформированию учебного процесса. Под его руководством Школа прикладных искусств переименовывается в Государственный краевой художественно-промышленный техникум. Штейнберг работал директором Краевого художественно-промышленного техникума с августа 1929 года по 1933 год. Согласно другим данным, директором он работал с 1928 по 1930 год.
Много работал на натуре в Крыму, писал пейзажи и жанровые сцены.
По свидетельству сына художника, с 1935 по 1941 год в созданном им техникуме была утверждена стипендия им. Э. А. Штейнберга лучшему студенту.
Одним из его учеников являлся художник Филипп Копп.

## Работы находятся в собраниях
- Севастопольский художественный музей имени М. П. Крошицкого[5]

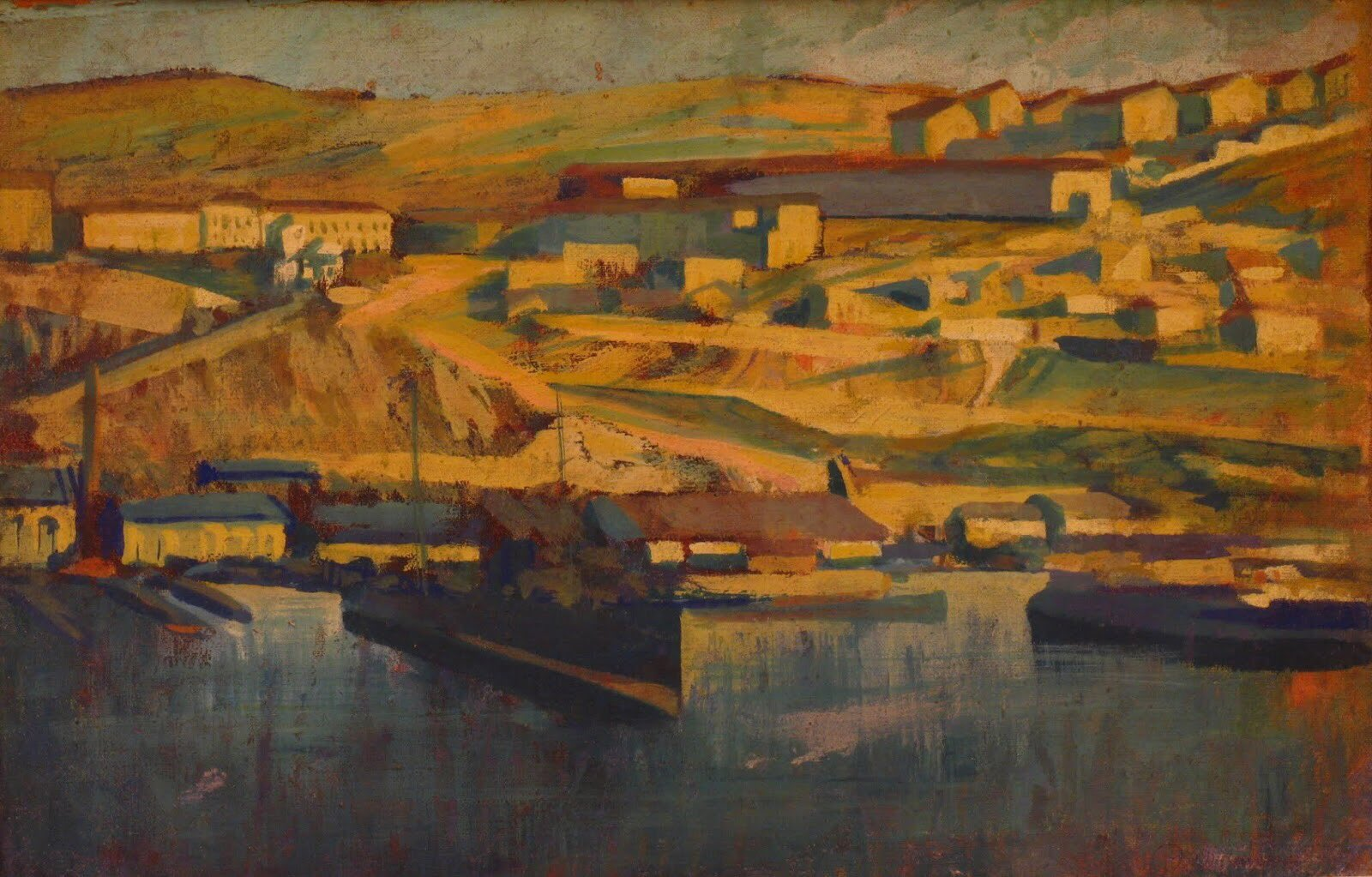
Килен-бухта, Севастополь, 1924
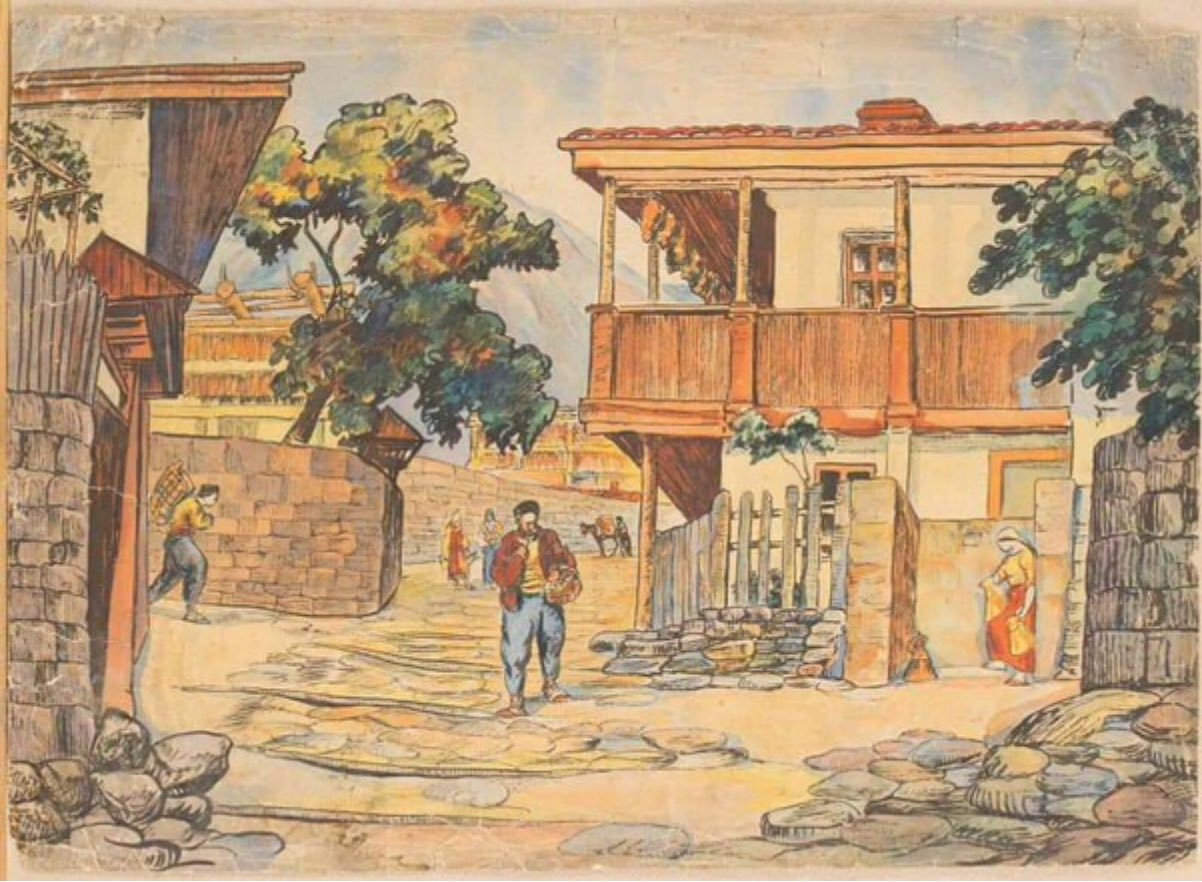
Дерекой, Ялта, 1924
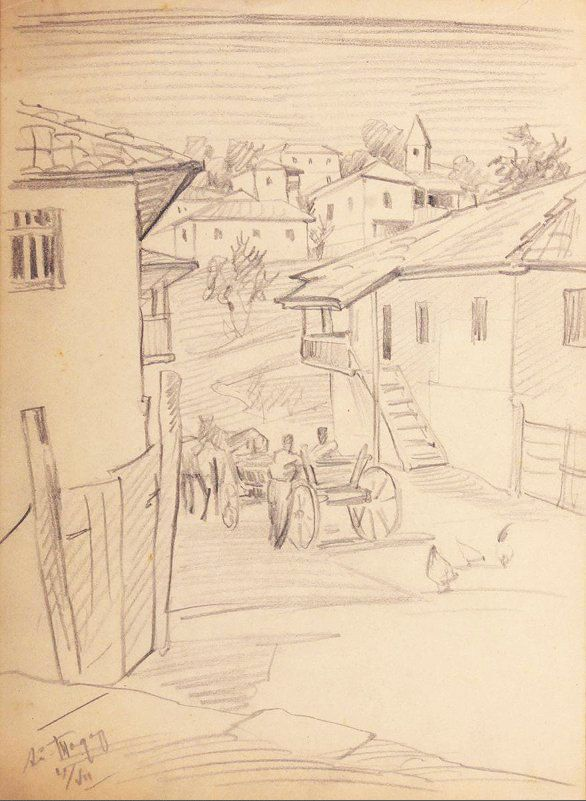
Ай-Тодор, 1925
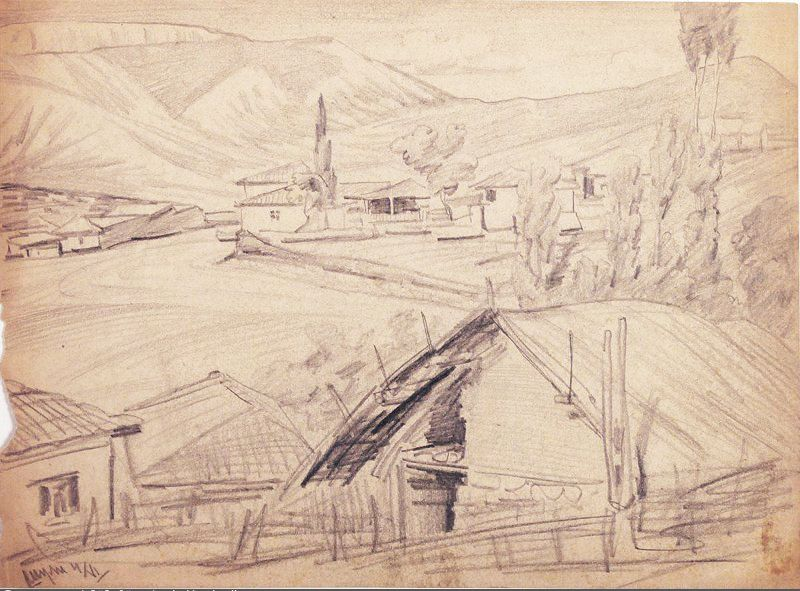
Шули, 1925
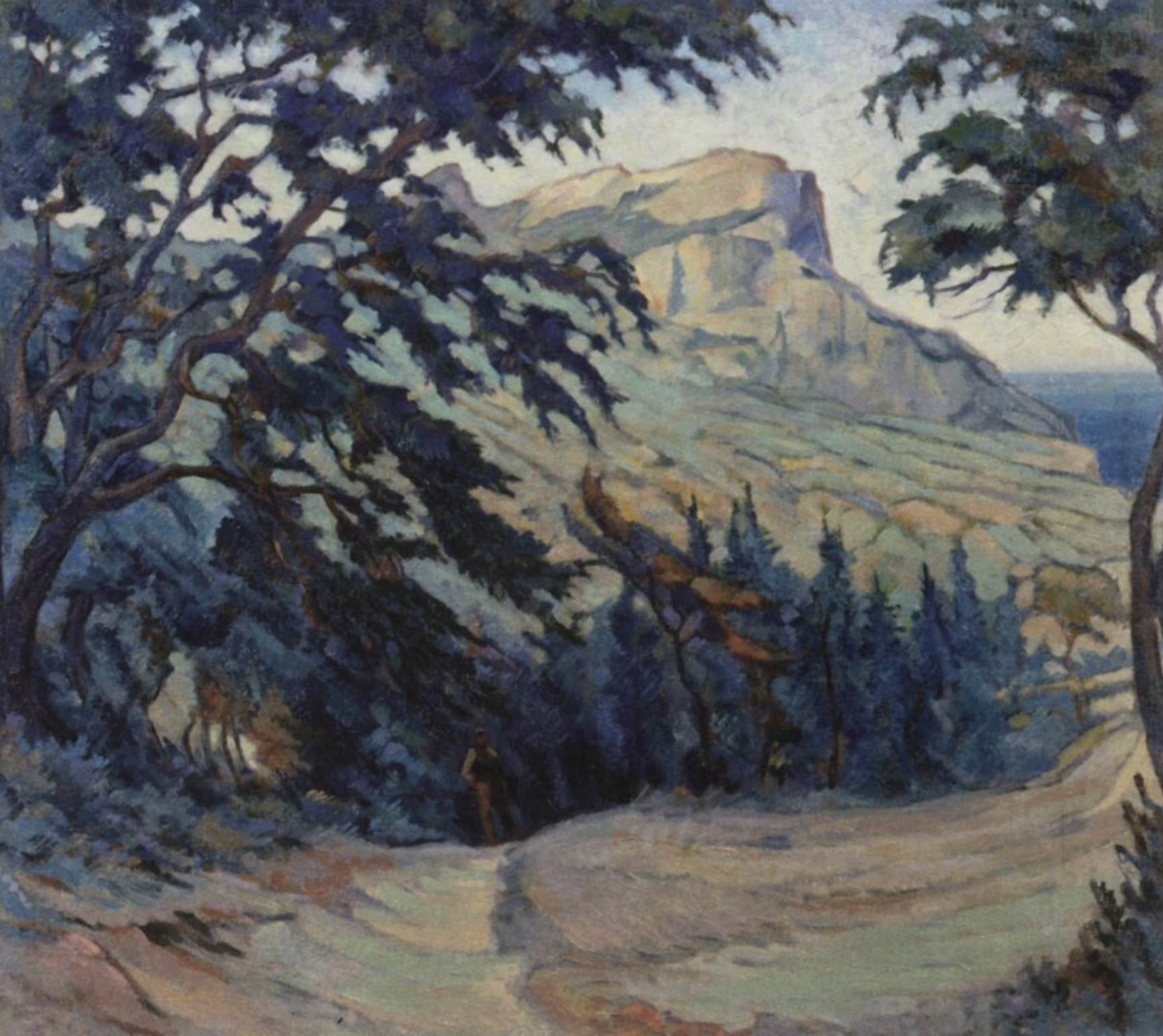
Крымский пейзаж, 1925
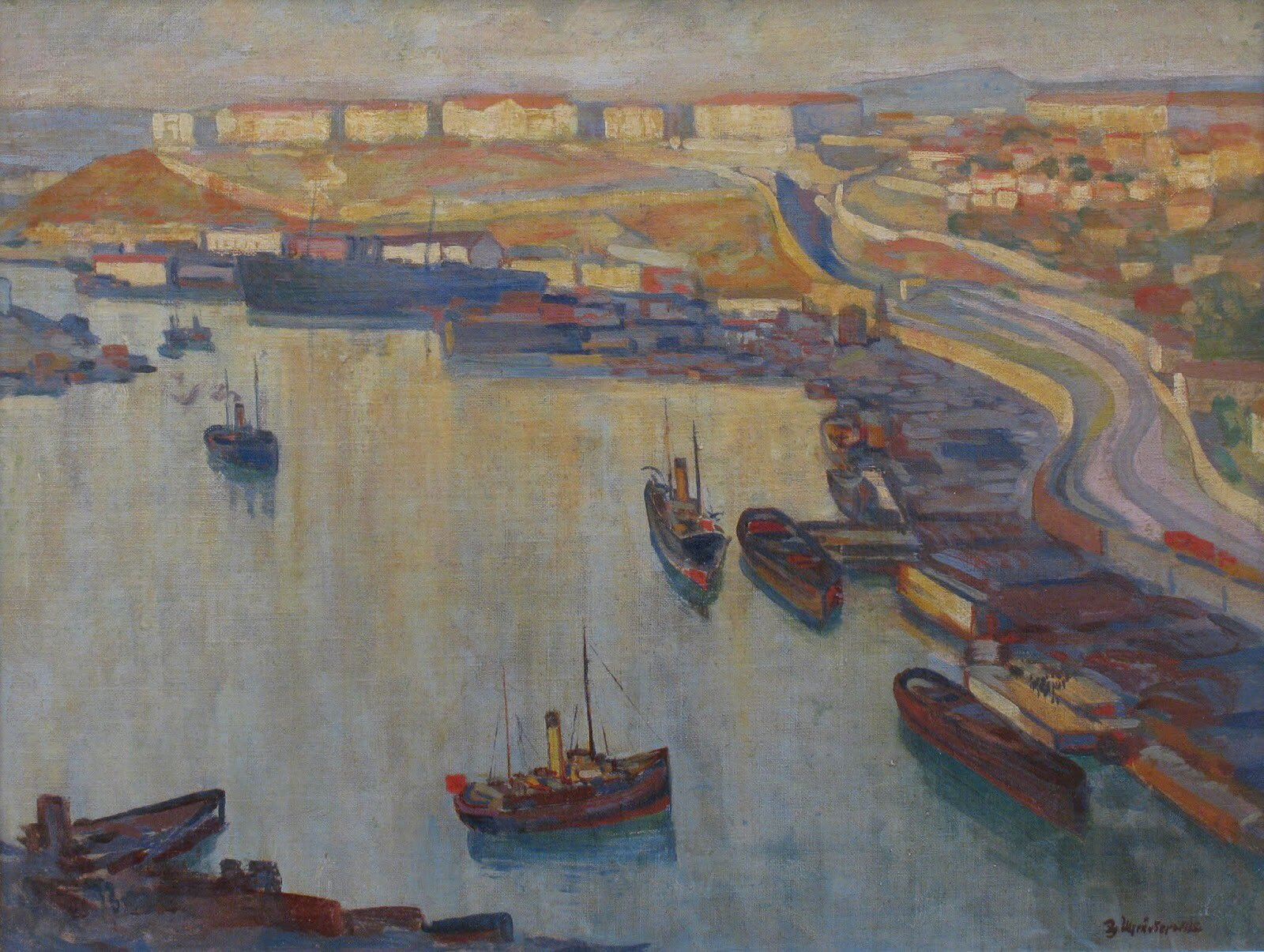
Южная бухта, Севастополь, 1925
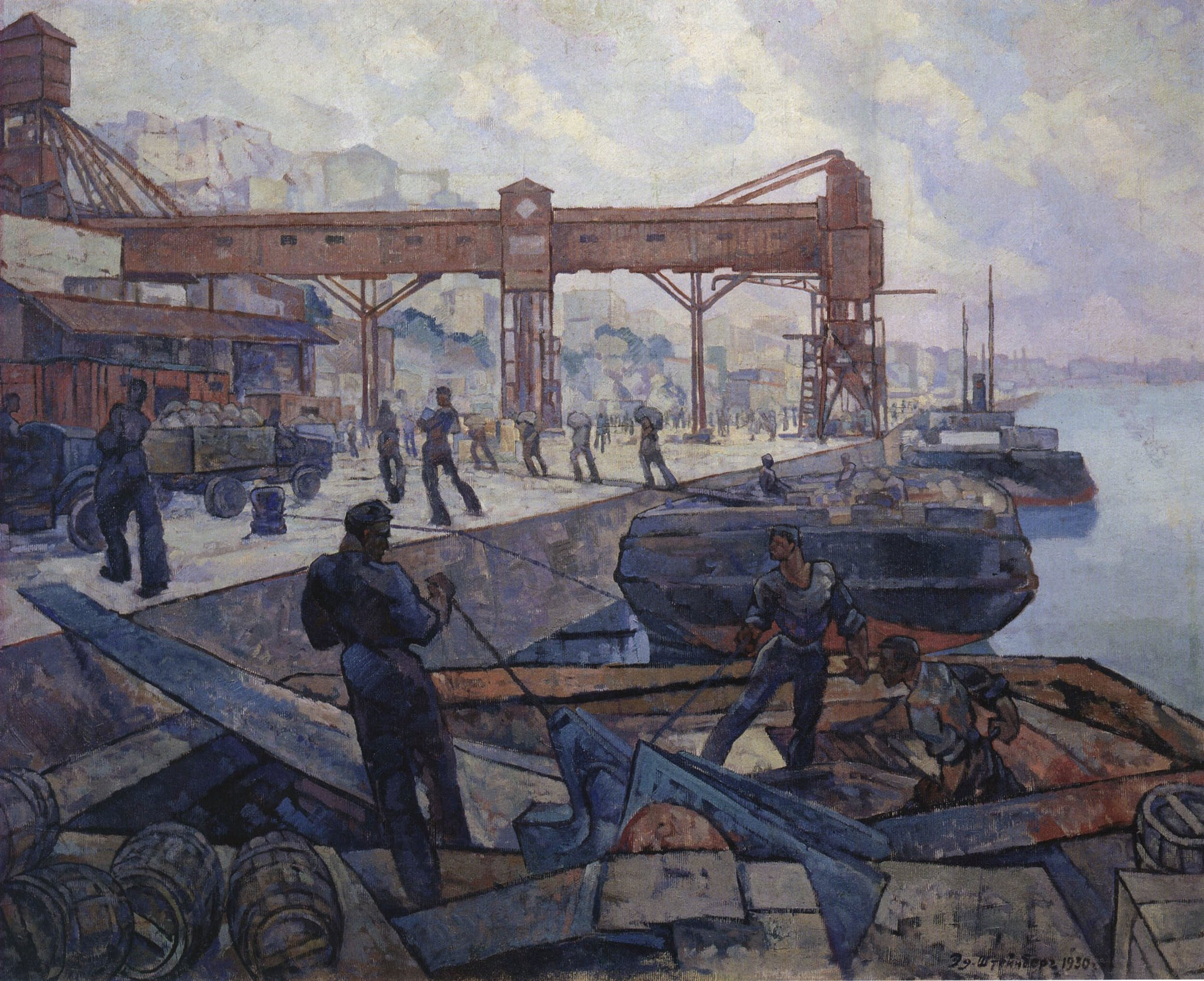
Морской порт, 1930
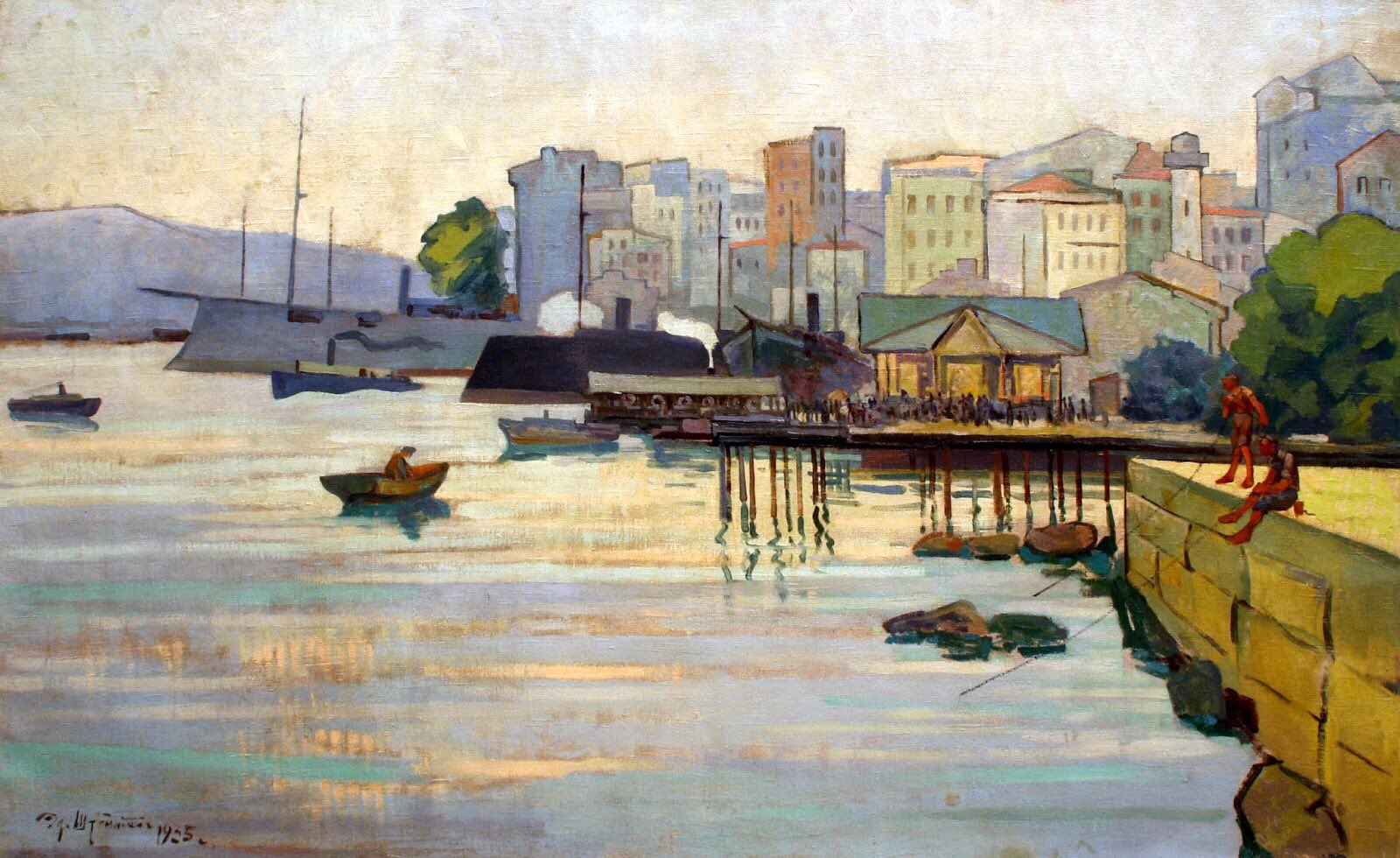
Пристань, Севастополь, 1935